# ضرورية مطلقة
الضرورية المطلقة هي القضية التي يحكم فيها بضرورة ثبوت المحمول للموضوع، أو بضرورة سلبه عنه، ما دام ذات الموضوع موجودة، أما التي حكم فيها بضرورة الثبوت، فضرورية موجبة، كقولنا: كل إنسان حيوان بالضرورة، فإن الحكم فيها بضرورة ثبوت الحيوان للإنسان في جميع أوقات وجوده، وأما التي حكم فيها بضرورة السلب فضرورية سالبة، كقولنا: لا شيء من الإنسان بحجر بالضرورة، فالحكم فيها بضرورة سلب الحجر عن الإنسان في جميع أوقات وجوده.